# افرایم کارش
افرایم کارش (عبری: אפרים קארש‎؛ ۶ سپتامبر ۱۹۵۳) مورخ، و استاد دانشگاه اهل اسرائیل که مدیر مؤسس و استاد بازنشسته مطالعات خاورمیانه و مدیترانه در کینگز کالج لندن است. از سال ۲۰۱۳، وی به عنوان استاد مطالعات سیاسی در دانشگاه برایلان مشغول به‌کار است. او همچنین مدیریت مرکز مطالعات استراتژیک بگین-سادات را بر عهده دارد. کارش یکی از پژوهشگران اصلی، و مدیر سابق انجمن خاورمیانه، یک اتاق فکر مستقر در فیلادلفیا است. او منتقد سرسخت مورخان نوین است، گروهی از محققان اسرائیلی که روایت سنتی اسرائیل از مناقشه اعراب و اسرائیل را زیر سؤال برده‌اند.
در سال ۲۰۰۶ کارش کتاب امپریالیسم اسلامی: یک تاریخ (به انگلیسی: Islamic Imperialism: A History) را منتشر کرد و در آن بیان کرد که اسلام به‌عنوان یک جهاد کبیر که بیش از هزار سال به طول انجامیده، آغاز شد و تا پایان جنگ جهانی اول در امپراتوری عثمانی تداوم داشت و تا به امروز تحت جهاد علیه اسرائیل، حملات ۱۱ سپتامبر، القاعده، داعش، و غیره زنده است.
کتاب جنگ ایران - عراق: پیامدهای سیاسی، تحلیل نظامی اثر مشترک افرایم کارش و رالف کینگ، با برگردان سیدسعادت حسینی دمابی به فارسی ترجمه شده‌است.